# Rosemary Nweke
Rosemary Nweke (ur. 1 stycznia 1994) – nigeryjska zapaśniczka walcząca w stylu wolnym. 
Srebrna medalistka mistrzostw Afryki w 2016 i brązowa w 2019. Piąta na igrzyskach wspólnoty narodów w 2014 roku.